# Courant Institute of Mathematical Sciences

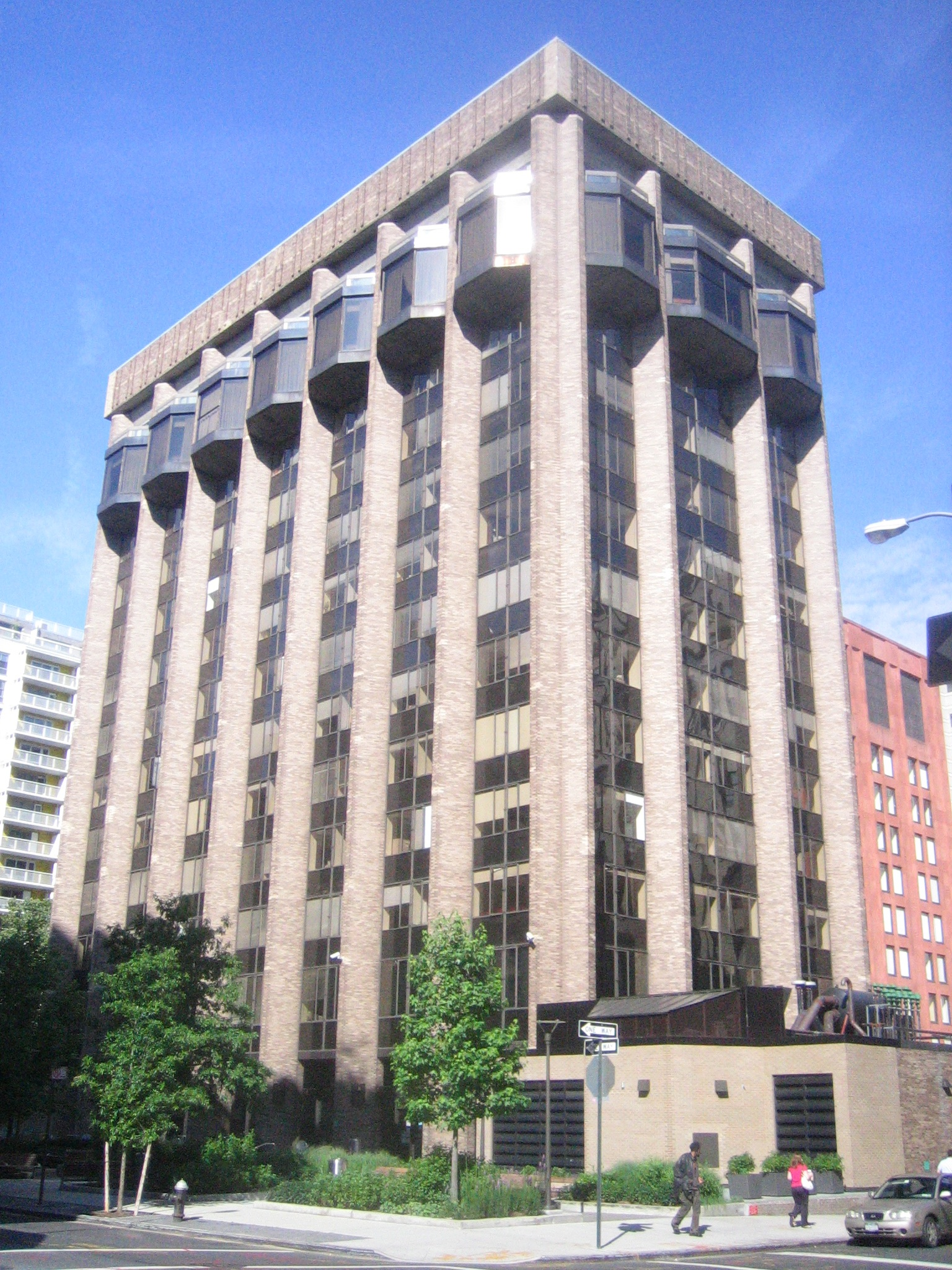
L'istituto

Il Courant Institute of Mathematical Sciences (CIMS) è una divisione della New York University (NYU) e opera come centro di ricerca e di formazione per lo studio della matematica e dell'informatica. Il centro deve il suo nome a Richard Courant, professore di matematica alla NYU dal 1936 al 1972, ed è parte della facoltà di arti e scienze della NYU.
Il Courant Institute of Mathematical Sciences è considerato il più importante centro di matematica applicata degli Stati Uniti. Esso è soprattutto conosciuto per le attività di ricerca nel campo delle equazioni differenziali e del calcolo delle probabilità (va ricordato che il prestigioso Premio Abel è stato assegnato a due docenti dell'istituto Peter Lax e S. R. I. Srinivasa Varadhan, rispettivamente nel 2005 e nel 2007), come pure nell'area della matematica applicata, della biologia e delle neuroscienze computazionali.

## Accademia
Il CIMS è specializzato in matematica applicata, analisi matematica e scienze computazionali, con enfasi soprattutto sulle equazioni differenziali alle derivate parziali e sulle loro applicazioni; opera inoltre nel campo dell'informatica, dei linguaggi di programmazione, della computer grafica e del calcolo parallelo.

## Storia
Nel 1934, in seguito alla presa di potere del partito nazista, Richard Courant lasciò l'Università di Gottinga e la Germania per l'Università di Cambridge e per poi diventare professore alla NYU. Qui gli fu assegnato il compito di creare il dipartimento di matematica. Più tardi si unirono a lui Kurt Otto Friedrichs e James J. Stoker. Nel 1946 il dipartimento fu rinominato "Institute for Mathematics and Mechanics". Sempre nel 1946, Morris Kline si concentrò sugli aspetti matematici della propagazione delle onde elettromagnetiche, facendo nascere la divisione dedicata alla propagazione delle onde e alla matematica applicata. 
Nel 1952 la Commissione per l'energia atomica degli Stati Uniti installò alla New York University il primo computer elettronico, gettando le basi per la creazione del laboratorio di matematica e informatica (Courant Mathematics and Computing Laboratory).